# Frederick Gwynne Howell
Grof Frederick Gwynne Howell, britanski general, * 1881, † 1967.